# Tony Almeida
Anthony "Tony" Almeida là một nhân vật hư cấu do Carlos Bernard thủ vai trong loạt phim truyền hình 24. Almeida xuất hiện trong tổng cộng 124 tập (tính luôn cả 24: Legacy), nhiều thứ ba trong loạt phim, chỉ sau Chloe O'Brian (125 tập) và Jack Bauer (205 tập) do Mary Lynn Rajskub và Kiefer Sutherland thủ vai.